# Jed Prouty
Jed Prouty (6 de abril de 1879 – 10 de mayo de 1956) fue un actor teatral y cinematográfico de nacionalidad estadounidense.

## Biografía
Nacido en Boston, Massachusetts, Prouty fue actor de vodevil antes de dedicarse al cine. Su debut en la pantalla llegó con el film Sadie Love, de John Stuart Robertson (1919), en el que actuaban Billie Burke y Hedda Hopper. Prouty actuó principalmente en comedias, pero ocasionalmente encarnó personajes serios y de carácter, como el de un publicista en A Star Is Born (1937). 
Tras una significativa carrera en el cine mudo, Prouty dedicó buena parte de sus actuaciones al rodaje de películas de la serie de la Familia Jones. Fueron 17 comedias familiares de bajo presupuesto producidas por 20th Century Fox entre 1936 y 1940, en las cuales Spring Byington interpretaba a Mrs. Jones, siendo los directores de las mismas Malcolm St. Clair, James Tinling y Frank R. Strayer. Prouty actuó en todos los filmes, exceptuando el último de ellos.
Jed Prouty falleció en Nueva York en 1956. Fue enterrado en el Cementerio Kensico, en Valhalla (Nueva York).

## Teatro (íntegro)
- 1910 : Girlies, de Egdbert Van Alstyne, Harry Williams y George V. Hobart
- 1912 : The Pink Lady, de Ivan Caryll y C. M. S. McLellan a partir de la obra Le Satyre, de Georges Berr y Marcel Guillemaud
- 1914 : The Only Girl, de Victor Herbert y Henry Blossom
- 1916-1917 : Die Faschingsfee, de Emmerich Kálmán, con letras de P. G. Wodehouse y Herbert Reynolds
- 1917 : This Way Out, de Frank Craven
- 1917 : What's Your Husband Doing?, de George V. Hobart
- 1919 : The Velvet Lady, de Victor Herbert, Henry Blossom y Fred Jackson
- 1920 : The Girl from Home, de Silvio Hein y Frank Craven
- 1921 : The All-Star Ilders of 1921
- 1922 : Some Party, de R. H. Burnside y otros
- 1943-1944 : Something for the Boys, de Cole Porter, Dorothy Fields y Herbert Fields
- 1945 : And Be My Love, de Edward Caulfield
- 1945 : Too Hot for Maneuvers, de Bud Pearson y Les White
- 1947 : Heads or Tails, de H. J. Langsfelder y Ervin M. Drake, escenografía de Edward F. Cline

## Selección de su filmografía
- 1919 : Sadie Love, de John Stuart Robertson
- 1921 : The Conquest of Canaan, de Roy William Neill
- 1922 : Kick In, de George Fitzmaurice
- 1923 : The Girl of the Golden West, de Edwin Carewe
- 1923 : Souls for Sale, de Rupert Hughes
- 1925 : The Knockout, de Lambert Hillyer
- 1925 : The Coast of Folly, de Allan Dwan
- 1926 : Ella Cinders, de Alfred E. Green
- 1926 : Miss Nobody, de Lambert Hillyer
- 1927 : The Siren, de Byron Haskin
- 1927 : Orchids and Ermine, de Alfred Santell
- 1929 : Sonny Boy, de Archie Mayo
- 1929 : La melodía de Broadway, de Harry Beaumont
- 1930 : The Devil's Holiday, de Edmund Goulding
- 1930 : Paid, de Sam Wood
- 1931 : Strangers May Kiss, de George Fitzmaurice
- 1931 : Annabelle's Affairs, de Alfred L. Werker
- 1932 : Business and Pleasure, de David Butler
- 1932 : Manhattan Tower, de Frank R. Strayer
- 1933 : The Secret of Madame Blanche, de Charles Brabin
- 1934 : Music in the Air, de Joe May
- 1934 : Hollywood Party, de Richard Boleslawski y otros
- 1935 : Ah, Wilderness!, de Clarence Brown
- 1936 : His Brother's Wife, de W. S. Van Dyke
- 1936 : Libeled Lady, de Jack Conway
- 1936 : The Texas Rangers, de King Vidor
- 1937 : Sophie Lang Goes West, de Charles Reisner
- 1937 : A Star Is Born, de William A. Wellman
- 1937 : You Can't Have Everything, de Norman Taurog
- 1937 : One Hundred Men and a Girl, de Henry Koster
- 1938 : Danger on the Air, de Otis Garrett
- 1939 : Hollywood Cavalcade, de Irving Cummings
- 1941 : Pot o' Gold, de George Marshall
- 1942 : The Affairs of Jimmy Valentine, de Bernard Vorhaus
- 1947 : Mr. Bell, de Richard Fleischer
- 1950 : Guilty Bystander, de Joseph Lerner

## Galería fotográfica

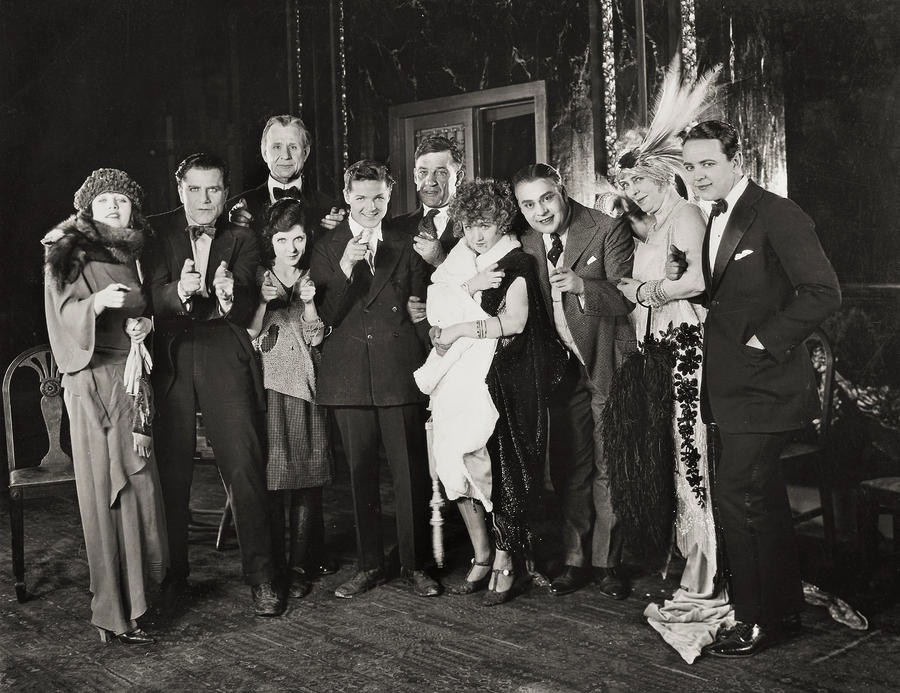
De izq. a der. : Betty Compson, Bert Lytell, Charles Ogle, May McAvoy, Gareth Hughes, Walter Long, Kathleen Clifford, Jed Prouty, Mayme Kelso y Robert Agnew en Kick In (1922)
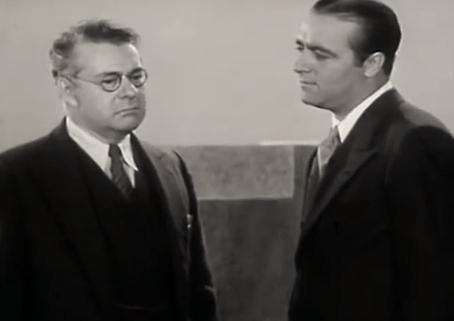
Con James Hall (der.) en Manhattan Tower (1932)
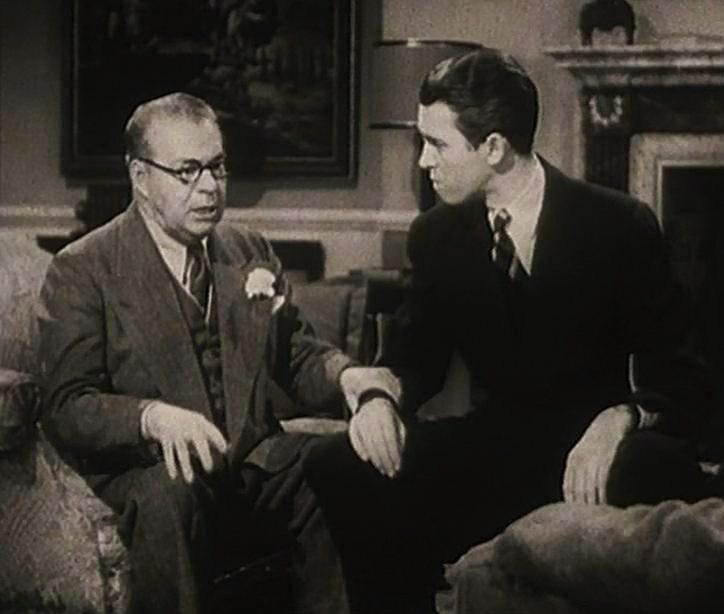
Con James Stewart (der.) en Pot o' Gold (1941)